# Física e psicologia
Física e psicologia é a denominação de uma linha de pesquisa de caráter interdisciplinar relacionada à natureza da realidade nos seus aspectos ontológicos e epistemológicos .
Entre os principais temas de pesquisa associados estão a energia física e psíquica, a causalidade e o finalismo, a sincronicidade e a temporalidade, estando estreitamente ligada à psicologia analítica desde que o médico psicoterapeuta Carl Gustav Jung iniciou diálogo científico com o físico quântico Wolfgang Pauli, na primeira metade do século XX. A física e psicologia estabeleceu-se como um ramo da psicologia analítica porque tem se mostrado um meio eficaz de estudar as correspondências entre os fenômenos internos e externos ao seres.
Alguns dos principais escritores contemporâneos desta linha de pesquisa são Ken Wilber, Stanislav Grof e Pierre Weil, pelo viés da Psicologia Transpessoal, Carlos Antonio Fragoso Guimarães e João Bernardes da Rocha Filho, pelo viés da psicologia analítica, e Anderson Lupo Nunes e Cláudia Helena Santiago Lisboa Nunes, com uma abordagem mais histórica. Cursos de especialização em psicologia transpessoal e psicologia analítica costumam incluir uma disciplina específica desta linha de pesquisa.